# Ritchie Edhouse
Ritchie Edhouse (* 19. April 1983 in London) ist ein englischer Dartspieler. Er gewann 2024 die European Darts Championship.

## Karriere

### Anfänge
Ritchie Edhouse nahm 2014 am World Masters teil und konnte dort zwei Spiele gewinnen. Ein Jahr später gab er sein TV-Debüt im Spiel gegen Darryl Fitton bei der BDO World Trophy 2015. Ein Jahr später nahm er erstmals an der PDC Qualifying School teil, wo er nur knapp eine Tour Card verpasste. Bei den UK Open Qualifiers 2016 hingegen erreichte er zweimal die Runde der Letzten 32 und qualifizierte sich somit für die UK Open 2016. Beim Hauptturnier unterlag er Joe Murnan. Bei seinem Debüt auf der European Tour konnte er in den Niederlanden bis ins Achtelfinale einziehen. Auf der Challenge Tour gewann Edhouse das dritte Event und qualifizierte sich für zwei weitere European Tour Events.

### Erste Tour Card
Zu Beginn des Jahres 2017 spielte Edhouse erneut die PDC Qualifying School und gewann am zweiten Tag eine Tour Card. Es folgten die erneute Teilnahme an den UK Open 2017, ein Viertelfinale auf der PDC Pro Tour sowie ein weiteres Achtelfinale und zwei European Tour Teilnahmen. Anfang 2019 musste Edhouse erneut an der Q-School teilnehmen, konnte jedoch dieses Mal keine Tour Card gewinnen. Er spielte erneut die Challenge Tour, wo er bereits eine Woche nach der Q-School-Teilnahme seinen zweiten Turniersieg einfahren konnte. Beim German Darts Grand Prix 2019 in München erreichte Edhouse das Achtelfinale. Über die PDC Pro Tour Order of Merit qualifizierte er sich für die PDC World Darts Championship 2020. Bei seinem WM-Debüt schlug Edhouse in der ersten Runde den Russen Boris Kolzow mit 3:1. In der zweiten Runde unterlag er James Wade.

### Neue Tourkarte (ab 2021)
2020 konnte Edhouse sich über die Order of Merit der Challenge Tour eine Tourkarte sichern. Bei den Players Championships 2021 konnte er bei der PDC Super Series 3, 4 und 6 jeweils einmal das Viertelfinale erreichen. Durch das Erreichen der zweiten Runde der Gibraltar Darts Trophy 2021 qualifizierte er sich auch erstmals für die European Darts Championship 2021, schied dort jedoch gegen Gerwyn Price aus. Bei den Players Championship Finals 2021 war er nach einem Sieg gegen Dave Chisnall Brendan Dolan unterlegen.
Bei der WM 2022 verlor er in seinem zweiten Spiel erneut gegen Price. Bei den UK Open 2022 scheiterte er ebenfalls in seinem zweiten Spiel, dieses Mal gegen den Polen Sebastian Białecki. Insgesamt zeigte Edhouse über das Jahr solide Leistungen. Über einen Qualifier qualifiziert, war er auch am Grand Slam of Darts 2022 beteiligt, scheiterte aber als Gruppendritter in der Gruppenphase. Bei den Players Championship Finals 2022 gelang es ihm erneut mit Michael Smith einen großen Namen zun eliminieren. Knapp war Edhouse dann Dimitri Van den Bergh unterlegen.
Bei der WM 2023 gab er gegen den Kanadier David Cameron eine 2:0-Führung noch aus der Hand. Bei den UK Open 2023 scheiterte Edhouse ebenfalls zum Auftakt. Auf der PDC Pro Tour 2023 erreichte er zwar erstmals ein Halbfinale, ansonsten gab es für Edhouse im Jahr 2023 aber wenig Highlights.
Bei der WM 2024 verabschiedete er sich zum zweiten Mal in Folge nach der ersten Runde. Anschließend zeigte sich Edhouse jedoch deutlich formverbessert. So schaffte er es nun regelmäßiger in den späten Runden der Turniere, erreichte mehrere Viertelfinale und zwei Halbfinale auf der PDC Pro Tour 2024. Damit gelang ihm sogar erstmals die Qualifikation für World Matchplay und World Grand Prix. Bei beiden Turnieren überstand Edhouse jedoch die Auftakthürde nicht.

### Erster Majorsieg
Im Oktober 2024 gewann Edhouse überraschend die European Darts Championship 2024. Nach Siegen über Gian van Veen, Michael Smith, Gary Anderson und Luke Woodhouse gewann er im Finale mit 11:3 Legs gegen Jermaine Wattimena. Durch den Sieg verbesserte er seine Position in der PDC Order of Merit von Position 39 um zehn Plätze auf Position 29 und qualifizierte sich für den Grand Slam of Darts 2024. Hierbei erreichte er das Achtelfinale.

## Weltmeisterschaftsresultate

### PDC
- 2020: 2. Runde (0:3-Niederlage gegen  James Wade)
- 2022: 2. Runde (1:3-Niederlage gegen  Gerwyn Price)
- 2023: 1. Runde (2:3-Niederlage gegen  David Cameron)
- 2024: 1. Runde (2:3-Niederlage gegen  Jeffrey de Graaf)
- 2025: 2. Runde (1:3-Niederlage gegen  Ian White)

## Turnierergebnisse
| Turnier                     | 2014               | 2015               | 2016                           | 2017                           | 2018                           | 2019                           | 2020                           | 2021                           | 2022                           | 2023                           | 2024                           | 2025                           |
| --------------------------- | ------------------ | ------------------ | ------------------------------ | ------------------------------ | ------------------------------ | ------------------------------ | ------------------------------ | ------------------------------ | ------------------------------ | ------------------------------ | ------------------------------ | ------------------------------ |
| BDO-Ranking-Turniere        |                    |                    |                                |                                |                                |                                |                                |                                |                                |                                |                                |                                |
| World Masters               | 3R                 | nicht teilgenommen | nicht teilgenommen             | nicht teilgenommen             | nicht teilgenommen             | nicht teilgenommen             | n/a                            | Verband insolvent              | Verband insolvent              | Verband insolvent              | Verband insolvent              | Verband insolvent              |
| World Trophy                | n/t                | 1R                 | nicht teilgenommen             | nicht teilgenommen             | nicht teilgenommen             | nicht teilgenommen             | n/a                            | Verband insolvent              | Verband insolvent              | Verband insolvent              | Verband insolvent              | Verband insolvent              |
| PDC-Ranking-Turniere        |                    |                    |                                |                                |                                |                                |                                |                                |                                |                                |                                |                                |
| Weltmeisterschaft           | n/t                | n/t                | n/t                            | nicht qualifiziert             | nicht qualifiziert             | nicht qualifiziert             | 2R                             | n/q                            | 2R                             | 1R                             | 1R                             | 2R                             |
| World Masters               | nicht ausgetragen  | nicht ausgetragen  | nicht ausgetragen              | nicht ausgetragen              | nicht ausgetragen              | nicht ausgetragen              | nicht ausgetragen              | nicht ausgetragen              | nicht ausgetragen              | nicht ausgetragen              | nicht ausgetragen              | VR                             |
| UK Open                     | n/t                | n/q                | 2R                             | 1R                             | nicht qualifiziert             | nicht qualifiziert             | nicht qualifiziert             | 1R                             | 4R                             | 3R                             | 3R                             | 4R                             |
| World Matchplay             | n/t                | n/t                | nicht qualifiziert             | nicht qualifiziert             | nicht qualifiziert             | nicht qualifiziert             | nicht qualifiziert             | nicht qualifiziert             | nicht qualifiziert             | nicht qualifiziert             | 1R                             | n/q                            |
| World Grand Prix            | n/t                | n/t                | nicht qualifiziert             | nicht qualifiziert             | nicht qualifiziert             | nicht qualifiziert             | nicht qualifiziert             | nicht qualifiziert             | nicht qualifiziert             | nicht qualifiziert             | 1R                             |                                |
| European Championship       | n/t                | n/t                | nicht qualifiziert             | nicht qualifiziert             | nicht qualifiziert             | nicht qualifiziert             | nicht qualifiziert             | 1R                             | n/q                            | n/q                            | S                              |                                |
| Grand Slam of Darts         | nicht qualifiziert | nicht qualifiziert | nicht qualifiziert             | nicht qualifiziert             | nicht qualifiziert             | nicht qualifiziert             | nicht qualifiziert             | nicht qualifiziert             | GP                             | n/q                            | AF                             |                                |
| Players Championship Finals | n/t                | n/t                | nicht qualifiziert             | nicht qualifiziert             | nicht qualifiziert             | nicht qualifiziert             | nicht qualifiziert             | 2R                             | 2R                             | 1R                             | 2R                             |                                |
| Karrierestatistiken         |                    |                    |                                |                                |                                |                                |                                |                                |                                |                                |                                |                                |
| Platzierung am Jahresende   | 575                | 312                | 118                            | 106                            | 83                             | 87                             | 137                            | 80                             | 49                             | 56                             | 29                             |                                |
| Verband                     | BDO                | BDO                | Professional Darts Corporation | Professional Darts Corporation | Professional Darts Corporation | Professional Darts Corporation | Professional Darts Corporation | Professional Darts Corporation | Professional Darts Corporation | Professional Darts Corporation | Professional Darts Corporation | Professional Darts Corporation |

| Legende zu den Turnierergebnissen | Legende zu den Turnierergebnissen | Legende zu den Turnierergebnissen | Legende zu den Turnierergebnissen | Legende zu den Turnierergebnissen | Legende zu den Turnierergebnissen | Legende zu den Turnierergebnissen | Legende zu den Turnierergebnissen | Legende zu den Turnierergebnissen | Legende zu den Turnierergebnissen |
| --------------------------------- | --------------------------------- | --------------------------------- | --------------------------------- | --------------------------------- | --------------------------------- | --------------------------------- | --------------------------------- | --------------------------------- | --------------------------------- |
| n/t                               | nicht teilgenommen                | n/q                               | nicht qualifiziert                | n/a                               | nicht ausgetragen                 | #R                                | Aus in jeweiliger Runde           | GP                                | Aus in der Gruppenphase           |
| AF                                | Achtelfinalist                    | VF                                | Viertelfinalist                   | HF                                | Halbfinalist                      | F                                 | Turnierfinalist                   | S                                 | Turniersieger                     |

## Titel

### PDC
- Majors
  - European Darts Championship: 2024
- Secondary Tour
  - PDC Challenge Tour
    - PDC Challenge Tour 2016: 3
    - PDC Challenge Tour 2019: 3
    - PDC Challenge Tour 2020: 9